# 출구 전략
출구 전략(出口戰略, 영어: exit strategy)은 대개 좋지 못한 상황에서 벗어나는 수단을 일컫는다.
원래 임무를 완수한 군대의 퇴각 시나리오를 지칭하는 데서 유래했지만, 경제에서는 경제정책의 기조를 원상복구하는 것을 의미한다.

## 전쟁에서의 출구 전략
베트남 전쟁 때 미국 국방부 부서 내에서 사용된 것이 시작이다. 그 후로도 패세 혹은 손실이 심각한 상황이 지속될 때 인명이나 물자의 손실을 최소화하기 위해 군대를 철수시키는 검토나 그 시행에 대해서 출구 전략이라는 용어가 사용된다.

## 경영에서의 출구 전략
출구         전략은 경영 용어에도 사용되어 시장 혹은 기업의 경영, 소유를 포기할 때 경제적 손실을 최소한으로 하는 전략을 가리킨다. 또 투자한 자본을 최대한으로 회수하는 일도 출구 전략이라고 부른다. 제삼자에 대한 전매나 주식 공개 등이 포함된다. M&A나 IPO(기업공개)가 이에 해당된다고 볼 수 있다.

## 경제정책에서의 출구 전략
경제정책에서의 출구 전략은 주로 경제 위기가 왔을 때 그를 극복하기 위해 내렸던 금리 등의 형태로 나타난 과잉 유동성이나 각종 완화정책을 경제에 큰 부담이 가지 않게 서서히 거두는 경제적 전략을 일컫는다. 정부가 취할 수 있는 경제적인 출구 전략은 금리 인상과 정부의 지출 축소 그리고 채권 매각과 세원을 확대하는 정책의 실시 그리고 규제를 강화하여 과잉 공급된 통화를 환수하는 것이 핵심이다. 특히 금리 인상은 가장 빠르게 효과를 기대할 수 있는 정책이지만, 경제에 미치는 영향으로 인해 신중하게 시행된다. 장기간의 경기침체로부터 경기회복의 조짐이 경제지표를 통해 나타날 때, 타이밍을 잘 맞추어 시행하는 경제 전략이다.
다른 경제정책들과 마찬가지로 출구전략에도 리스크와 부작용이 따르게 되기 마련이다. 예를 들어, 정부 당국이 유동성 증가를 위해 풀어놓은 돈이 효과를 발휘하기도 전에 출구전략을 사용하면, 경제회복 정책이 유명무실하게 되며, 너무 늦게 실시하면 부작용들(더블딥, 버블, 인플레이션 등)이 발생하게 되기 때문에 무엇보다도 시기가 적절해야 한다.

## 같이 보기
- 테이퍼링(tapering)
- 인수 합병
- 기업공개